# Steve Norman
Steven Antony "Steve" Norman (narozen 25. března 1960 v Londýně) je anglický hudebník, který hraje na tenor saxofon, kytaru, perkuse a další nástroje v anglické skupině Spandau Ballet.

## Životopis

### Časná léta
Steve Norman se narodil v Stepney ve východním Londýně a byl považován za zázračné hudební dítě. Začal se zajímat o populární hudbu jako kytarista ve školní kapele Dame Alice Owen School nazvané The Cut s Gary Kempem, Tony Hadley a John Keeble v roce 1976. Kapela byla později přejmenována na The Makers, The Gentry a pak Spandau Ballet.